# SATB
SATB è una sigla che sta per Soprano, Alto, Tenore, Basso, con riferimento alla comune notazione musicale di partiture cantate per coro. Brani scritti per SATB possono essere eseguiti da cori di genere misto (in cui le parti di soprano e alto vengono eseguite da cantanti femmine e quelle di tenore e basso da cantanti maschi) oppure, meno frequentemente, da cori maschili in cui i ruoli che richiedono i toni più acuti vengono sostenuti da voci bianche.
SATB può anche fare riferimento a insiemi strumentali dove le diverse voci sono interpretate da strumenti adatti: per esempio un quartetto di sassofoni in cui siano presenti rispettivamente un sassofono soprano, sassofono contralto, sassofono tenore, sassofono baritono.
Numerosi brani non corali sono stati scritti utilizzando la notazione SATB, in particolar modo fughe come:
- Johann Sebastian Bach - L'arte della fuga (BWV 107) e Offerta Musicale (BWV 1079)